# Resveratrol
Resveratrol (3,5,4'-trihidroksi-trans-stilben) je stilbenoid, tip prirodnog fenola, i fitoaleksin koji proizvodi više biljaka kad su napadnute patogenima kao što su bakterije ili gljive.
Efekti resveratrola su tema brojnih studija na životinjama i ljudima. Njegovi efekti na životni vek mnogih model organizama su kontroverzni. U eksperimentima na miševima i pacovima, zapaženo je antikancerno i antiinflamatorno dejstvo, snižavanje nivoa krvnog šećera i drugi korisni kardiovaskularni efekti. Kod ljudi, su ti efekti generalno pozitivni, ali su izraženi u manjoj meri. U jednom kliničkom ispitivanju, ekstremno visoke doze (3–5 g) resveratrola, u posebno dizajniranoj formulaciji kojom se povećava biodostupnost, su znatno snizili nivoe krvnog šećera. Ta 28 dana duga studija faze 1b je sprovedena u Indiji, i objavljena 2008. Mada postoje tvrdnje u štampi da resveratrol manifestuje antistarosno dejstvo, one za sad nisu zasnovane na rigoroznim naučnim podacima. Istraživanja resveratrola su u svojoj ranoj fazi i dugotrajni efekti suplementacije kod ljudi nisu poznati.

## Spoljašnje veze
-{
- Breton, Félicien (2008). „Resveratrol and polyphenols in wines”.
- CTD's Resveratrol page from the Comparative Toxicogenomics Database
- U.S. National Library of Medicine: Drug Information Portal – Resveratrol
- Detailed Micro-Nutrient information on Resveratrol from the Linus Pauling Institute
- Resveratrol: Don't Buy the Hype
- Stay young on red wine drugs? Think again
- Zalet – a site that specializes in Resveratrol information

}-